# André Castanet
Pour les articles homonymes, voir Castanet.
André Castanet est un athlète français né le 16 mars 1880 à Clamart et mort le 8 décembre 1967 à Malakoff (Hauts-de-Seine). 

## Carrière
Menuisier de profession et licencié au Cercle athlétique de Montrouge, il est médaillé d'argent sur 5 000 mètres par équipe aux Jeux olympiques d'été de 1900 à Paris.

## Palmarès
- Jeux olympiques d'été de 1900 à Paris ( France)
  -  Médaille d'argent sur 5 000 m par équipe

André Castanet fut également quatrième du Prix Roosevelt (3000 miles du RCF) en 1900, et cinquième en 1899.